# Bencharong
Bencharong (Benjarong) är en typ av orientaliskt porslin. Det innebär oftast en typ av kinesisk polykrom emaljering, där man använt de fem färgerna svart, grönt, gult, rött och vitt. Porslinet tillverkas ofta i porlinsstaden Jingdezhen för den thailändska (siamesiska) marknaden. Ordet kommer från sanskrit "Panch Rang" som  betyder fem färger, samma innebörd som det kinesiska "wu cai". Wucai benämns föremål av samma slag som tillverkades för de kinesiska inhemska marknaden.